# Károly Peller (Schauspieler)
Károly Peller (* 27. Mai 1979 in Budapest) ist ein ungarischer Operettensänger (Tenor), Schauspieler und Tänzer.

## Leben
Károly Pellers Eltern sind Károly Peller senior und Klára Splény, die aus dem Süden von Budapest stammen. Károly Peller hat eine Ausbildung an der Gundel Károly Vendéglátóipari és Idegenforgalmi Szakképző Iskola absolviert und danach die Schauspiel- und Gesangsausbildung am renommierten Operettentheater Budapest abgeschlossen (1998). Seitdem hat er als Ensemblemitglied viele bedeutende Hauptrollen am Budapester Operettenhaus gesungen. Zwischen 1998 und 2001 war er zudem ständiger Gast-Schauspieler am Nationaltheater in Győr. 2006 bis 2009 war er Gastsolist an der Wiener Volksoper, 2014–2015 spielte er Gastrollen in Debrecen und Oradea. Diverse Gastauftritte führen ihn u. a. nach Deutschland (Deutsches Theater München, Prinzregententheater, Gasteig, Musical Dome Köln, Gewandhaus Leipzig, Schloss Thurn und Taxis Regensburg), Wien (Wiener Konzerthaus), Amsterdam, London (Sadler’s Wells), Rom (Teatro Quirino), Prag (Hudební divadlo Karlín), Kanada, Japan, in die USA (Lincoln Center), Russland (Moskauer Konservatorium, Jekaterinburg, Sankt Petersburg), Israel (Israeli Opera, Tel Aviv), Rumänien, Bulgarien und Indien. Beim berühmten Palastkonzert auf der Budaer Burg tritt er regelmäßig auf. Von 2013 bis 2016 absolvierte er zudem eine Regieausbildung.
In der ungarischen Vorabendserie Jóban Rosszban hatte er eine Rolle. 2017 trat er in der TV Show A nagy duett mit Luca Stohl auf. Károly Peller ist ferner regelmäßiger Gast diverser ungarischer Talkshows.

## Rollen (Auswahl)
- Alan Menken: Die Schöne und das Biest – Gaston
- Alan Menken: Die Schöne und das Biest – Biest (auch auf Deutsch)
- Cole Porter: Can-Can – Etienne
- Johann Strauss: Die Fledermaus – Prinz Orlofsky (auch auf Deutsch und Italienisch)
- Johann Strauss: Eine Nacht in Venedig – Pappacoda, Makkaronikoch
- Viktor Jacobi: Heiratsmarkt – Fritz
- Viktor Jacobi: Sybill – Poire
- Jacques Offenbach: Pariser Leben – Bobinet Chicard
- Jacques Offenbach: Blaubart (Operette) – Popolani
- Emmerich Kálmán: Die Csárdásfürstin – Boni (auch auf Deutsch)
- Emmerich Kálmán: Die Csárdásfürstin – Edwin (auch auf Deutsch)
- Emmerich Kálmán: Gräfin Mariza – Baron Koloman Zsupán (auch auf Deutsch)
- Emmerich Kálmán: Die Zirkusprinzessin – Tóni Schlumberger (auch auf Deutsch)
- Emmerich Kálmán: Die Bajadere – Philipp, der Schriftsteller
- Franz Lehár: Der Graf von Luxemburg – Brissard (auch auf Deutsch)
- Franz Lehár: Die lustige Witwe – Raoul de Saint-Brioche (auch auf Deutsch und Italienisch)
- Franz Lehár: Die Lustige Witwe – Vicomte Cascada (auch auf Deutsch und Italienisch)
- Leo Fall: Madame Pompadour (Operette) – Poulard
- Michail Afanassjewitsch Bulgakow: Der Meister und Margarita – Dismas
- Richard Rodgers & Oscar Hammerstein: The Sound of Music – Georg von Trapp
- Richard Rodgers & Oscar Hammerstein: The Sound of Music – Rolf Gruber
- Romain Weingarten: L'été – Simon
- Albert Szirmai: Magnat Mischka – Mischka

## Ehrungen
- Nívó-Preis (2002)
- Marschallsstab für herausragendes Talent (2003)
- Nominierung für den Kritikerpreis „Beste Nebenrolle“ (2004)
- Imre-Kálmán Plakette (2017)
- Hanna-Honthy-Preis (2018)